# Route 57 (Manitoba)
La Route 57 (PTH 57) est une courte route provinciale du Manitoba. Elle fait partie d'une route un peu plus long reliant Kamsack (Saskatchewan) à la route 83 via la route 5 et la route 57 de Saskatchewan. Avec les routes 27 et 49, la route 57 est l'une des plus courtes routes du Manitoba.

## Description du tracé
La route 57 débute à la frontière de la Saskatchewan comme prolongement de la route 57 près du Lac Madge. À peine 1,5 km (0,9 mi) plus à l'est, la route prend fin à l'intersection avec la route 83.

## Intersections majeures
| Division              | Ville | km   | Destinations                        | Notes                    |
| --------------------- | ----- | ---- | ----------------------------------- | ------------------------ |
| No. 20                |       | 0,00 | SK-57 ouest – Kamsack               | Continue en Saskatchewan |
| No. 20                |       | 1,50 | PTH-83 – Swan River, Benito, Roblin |                          |
| - Transition de route |       |      |                                     |                          |